# Alfonso Capecelatro di Castelpagano
Alfonso Capecelatro di Castelpagano C.O. (ur. 5 lutego 1824 w Marsylii, Francja, zm. 14 listopada 1912 w Kapui) – włoski duchowny katolicki, arcybiskup Kapui i Bibliotekarz Świętego Kościoła Rzymskiego, kardynał.
Jego ojciec był księciem Castelpagano. Wyjechał wraz z rodziną do Marsylii podczas represji Ferdynanda Neapolitańskiego za polityczny liberalizm. Rodzina wróciła do Neapolu w 1830. Młody Alfonso wstąpił do Oratorian św. Filipa Nereusza w 1840. Rok później przyjął sakrament bierzmowania. Święcenia kapłańskie otrzymał 23 maja 1847. W latach 1847–1870 pracował duszpastersko. Przez 15 lat był superiorem Oratorian w Neapolu. Sprawował też funkcję egzaminatora neapolitańskiego kleru. W 1879 został prałatem domowym Jego Świątobliwości, a także wicebibliotekarzem Świętego Kościoła Rzymskiego. Dał się poznać jako znakomity pisarz. Tworzył dzieła z dziedziny katolickiej doktryny, moralności, a także historii Kościoła (w szczególności biografie ludzi Kościoła).
20 sierpnia 1880 nominowany arcybiskupem Kapui. Konsekrowany w Rzymie przez kardynała Raffaele Monaco La Valletta. W 1885 otrzymał kapelusz kardynalski z tytułem prezbitera SS. Nereo e Achilleo, a 15 stycznia 1886 otrzymał tytuł prezbitera Santa Maria del Popolo. Od 1890, do swej śmierci, pełnił też funkcję Bibliotekarza Świętego Kościoła Rzymskiego. Brał udział w konklawe 1903. Pochowany w benedyktyńskim opactwie na Monte Cassino.